# Leon Bulić
Leon Bulić (* 21. Juli 2001 in Wien) ist ein kroatischer Basketballspieler.

## Werdegang
Bulić wurde in der Jugend der Wiener Vereine Basket2000 Vienna BC 87 und BC Zepter ausgebildet.
2017 wechselte er nach Deutschland und in die Nachwuchsförderung des Bundesligisten Brose Bamberg. Er spielte für mehrere mit der Bamberger Jugendarbeit verbundene Vereine: Mit der U19-Mannschaft des TSV Tröster Breitengüßbach wurde er 2019 Zweiter der deutschen Meisterschaft. Bulić verstärkte ebenfalls die Herrenmannschaft der Regnitztal Baskets (2017 bis 2019 in der 2. Regionalliga, 2019/20 in der 1. Regionalliga). In der Saison 2019/20 kam er zusätzlich beim FC Baunach in der 2. Bundesliga ProB zum Einsatz. Im Sommer 2020 wechselte er zum BBC Coburg (2. Bundesliga ProB), der Verein ging im selben Jahr eine Zusammenarbeit mit dem Bamberger Bundesligisten ein, Bulić erhielt ein Doppelspielrecht für beide Mannschaften.
Mitte Dezember 2022 bestritt Bulić sein erstes Spiel in der Basketball-Bundesliga für Bamberg.
Zur Saison 2023/24 wechselte er zum Bundesligisten Telekom Baskets Bonn und erhielt ein Zweitspielrecht beim Drittligisten Dragons Rhöndorf. Mit Rhöndorf schloss er in der Saison 2023/2024 die Hauptrunde der ProB-Südstaffel auf dem ersten Tabellenplatz ab und gewann Ende Mai 2024 durch zwei Endspielsiege über die RheinStars Köln den Meistertitel.
2024 kehrte er in seine Geburtsstadt Wien zum BC Vienna zurück.

### Nationalmannschaft
2016 wurde er in die U15-Nationalmannschaft Kroatiens berufen. 2019 nahm er an der U18-Europameisterschaft teil.

## Erfolge
- Meister der ProB: 2024